# 24 h Pujadas, l'info en questions
24 h Pujadas (anciennement 24 heures en questions) et (24h Pujadas, l’info en questions) est une émission télévisée française de débat consacrée à l'actualité.
Elle est diffusée sur LCI du lundi au jeudi et le vendredi sous le nom 24h de 18 h à 20 h, ceci depuis le 29 août 2016.

## Historique
Pour étoffer la grille des programmes de rentrée de LCI, émettant depuis avril 2016 sur la TNT gratuite, la chaîne d'information fait appel à Yves Calvi, présentateur de C dans l'air depuis 2001. Il reprend un concept similaire à son émission historique, mais dont la durée est rallongée d'une heure. Le 23 juin 2016, il quitte France 5 pour rejoindre LCI où il anime 24 heures en questions, une quotidienne de deux heures à partir du 29 août 2016. Il réunit environ 300 000 téléspectateurs chaque soir. Alors qu'il quitte la chaîne, il est remplacé par Bénédicte Le Chatelier l'été. La dernière émission de 24 heures en questions est diffusée le 25 août 2017.
Elle est finalement remplacée à la suite de l'arrivée de David Pujadas sur la chaîne, ancien présentateur du Journal de 20 heures de France 2 qui y présente ce qui s’appelle désormais 24 h Pujadas. Il présente l'émission du lundi au jeudi tandis qu'Amélie Carrouër présente l'émission le vendredi.
L'émission se découpe en deux parties, une première partie d'1h30 où s'enchaînent différents débats sur les sujets d'actualité avec divers invités. La dernière demi-heure est consacrée à des partis pris où 3 éditorialistes disposent d'un billet sur la politique, l'économie et l'international.
Lors de la rentrée 2020, Caroline Fourest et Alain Finkielkraut rejoignent l'émission et se voient proposer un billet hebdomadaire. Si la première intervient toujours, le philosophe arrête d'intervenir au bout d'une saison. Depuis 2022, le maire de Béziers, Robert Ménard intervient de façon bimensuelle.

## Éditorialistes
Editorialistes actuels :
- Jean-Michel Aphatie
- Caroline Fourest
- Hervé Gattegno
- Catherine Jentile (éditorialiste internationale)
- François Lenglet
- Robert Ménard
- Pascal Perri
- Dominique Seux
- Abnousse Shalmani
- Marc Semo
- Elizabeth Sheppard Sellam (spécialiste en défense et sécurité)

## Diffusion
L'émission était diffusée au départ de 18 h 15 à 20 h en semaine. Elle est ensuite rediffusée de 22 h 15 à minuit.
À partir de janvier 2017, l'émission est également diffusée le samedi à la même heure initialement de 19 h à 20 h. Lors de la saison 2017-2018, elle est diffusée de 18 h 10 à 20 h.
L'édition spéciale de l'émission : 24 heures, la semaine en questions, diffuse revue d'actualité de la semaine. Elle est diffusée du samedi de 15 h 30 à 18 h et rediffusée au même horaire le dimanche. Lors de la saison 2017-2018, elle est rediffusée tous les week-ends de 15 h 30 à 17 h.